# Френсіс Амаса Вокер
Френсіс Амаса Вокер (народився 2 липня 1840, Бостон, Массачусетс, † 5 січня 1897) — американський генерал, статистик і економіст. Він був одним із засновників і давнім першим президентом Американської економічної асоціації.
Його ім'ям названо медаль Френсіса А. Волкера.

## Життєпис
Френсіс Амаса Вокер, син політика Амаси Вокера, закінчив Емгерстський коледж у 1860 році та вивчав право.
Під час Громадянської війни він отримав підвищення від сержанта-майора до бригадного генерала за ініціативою генерала Вінфілда Скотта Генкока. Він був поранений у битві при Чанселорсвіллі та захоплений у полон на станції Рім, де провів час у сумнозвісній в'язниці Ліббі.
Після закінчення війни присвятив себе педагогічній діяльності. У 1869 році він був призначений головою Бюро перепису населення у Вашингтоні. Таким чином, він очолив перепис 1870 р., результати якого опублікував у тритомній праці та в меншому «Зведенні дев'ятого перепису» (1873 р.), на основі якого також видав свій великий «Статистичний атлас Сполучені Штати» 54 карти (1874) ред. Він також був обраний суперінтендантом для перепису 1880 року. З 1875 року він був професором економіки в Єльському коледжі (сьогодні: Єльський університет) у Нью-Гейвені, служив головою суддівського комітету на Столітній виставці у Філадельфії в 1876 році, а також обіймав інші посади, наприклад як член Срібної комісії.
У 1878 році Вокер був обраний до Національної академії наук, а в 1882 році до Американської академії мистецтв і наук.
З 1881 по 1897 рік він був президентом Массачусетського технологічного інституту.
У 1886 році Вокер входив до групи прогресивних економістів, істориків і вчених, які заснували Американську економічну асоціацію. Він очолював її як її перший президент з 1886 по 1892 рік. У 1947 році AEA пожертвувала Медаль Френсіса А. Волкера, яка зараз не випускається.

## Праці
- «The Indian question» (1873)
- «The wages-question. Report of the judges of the centennial exhibition» (1876)
- «Money» (1878)
- «Money in its relations to trade and industry» (1879)
- «The Colored Race in the United States» (1881)
- «Land and its rent» (1884)
- «Political economy» (2. Aufl. 1888; Auszug 1886)
- «History of the second army corps in army of Potomac» (1886)